# باكوبا إبطية
باكوبا إبطية (الاسم العلمي:Bacopa axillaris) هي نوع من النباتات يتبع جنس الباكوبا من الفصيلة الحملية.